# Tsutomu Oyokota
Tsutomu Oyokota (Japón, 20 de abril de 1913-1970) fue un nadador japonés especializado en pruebas de estilo libre media distancia, donde consiguió ser medallista de bronce olímpico en 1932 en los 400 metros.

## Carrera deportiva
En los Juegos Olímpicos de Los Ángeles 1932 ganó la medalla de bronce en los 400 metros estilo libre con un tiempo de 4:52.3 segundos, tras el estadounidense Buster Crabbe (oro con 4:48.4 segundos) y el francés Jean Taris.